# Seda Tokatlıoğlu
Seda Tokatlıoğlu, coniugata Aslanyürek (Ankara, 25 giugno 1986), è una pallavolista turca, schiacciatrice del Karayolları.

## Carriera

### Club
La carriera professionistica di Seda Tokatlıoğlu nell'İller Bankası, col quale esordisce in Voleybol 1. Ligi nella stagione 2002-03 e dove resta per un triennio, dopo il quale approda al Fenerbahçe: col club giallo-blu inizia una militanza di ben nove annate, nel corso delle quali conquista tre scudetti, venendo insignita del premio di MVP del campionato 2008-09, la Coppa di Turchia 2009-10 e due supercoppe nazionali, in ambito nazionale; a livello internazionale vince la Coppa CEV 2008-09, venendo premiata come miglior realizzatrice del torneo, il campionato mondiale per club 2010 e la Champions League 2011-12.
Nella stagione 2014-15 viene ingaggiata per la prima volta all'estero, andando a giocare nella Chinese Volleyball League col Beijing, ma già nella stagione successiva ritorna in patria, vestendo per un biennio la maglia del VakıfBank e vincendo lo scudetto 2015-16. Si accasa quindi al Galatasaray nel campionato 2016-17, dove resta per due annate, vincendo un premio come miglior schiacciatrice e ritirandosi al termine del campionato seguente.
Nel gennaio 2020 torna in campo, firmando con il PTT per la seconda parte della stagione 2019-20. Si accasa invece col Beşiktaş nella stagione seguente, trasferendosi però dopo qualche mese al Karayolları.

### Nazionale
Fa il suo esordio nella nazionale turca nel 2003, conquistando il secondo posto al campionato europeo, mentre due anni dopo vince l'oro ai XV Giochi del Mediterraneo, seguito da due argenti nel 2009, rispettivamente ai XVI Giochi del Mediterraneo e alla European League.
Dopo un altro argento ai XVII Giochi del Mediterraneo, nel 2015 vince la medaglia d'oro ai I Giochi europei e un anno dopo si ritira dalla nazionale.

## Palmarès

### Club
- Campionato turco: 4

2008-09, 2009-10, 2010-11, 2015-16
- Coppa di Turchia: 1

2009-10
- Supercoppa turca: 2

2009, 2010
- Campionato mondiale per club: 1

2010
- Champions League: 1

2011-12
- Coppa CEV: 1

2013-14

### Nazionale (competizioni minori)
- Giochi del Mediterraneo 2005
- Giochi del Mediterraneo 2009
- European League 2009
- European League 2010
- Giochi del Mediterraneo 2013
- Montreux Volley Masters 2015
- Giochi europei 2015

### Premi individuali
- 2009 - Coppa CEV: Miglior realizzatrice
- 2009 - Voleybol 1. Ligi: MVP
- 2017 - Sultanlar Ligi: Miglior schiacciatrice